# آرشي ريس
آرشي ريس (بالإنجليزية: Archie Reese)‏ هو لاعب كرة قدم أمريكية أمريكي، ولد في 4 فبراير 1956 في مايسفيل في الولايات المتحدة.

## وصلات خارجية
- آرشي ريس على موقع مرجع كرة القدم المحترفة.كوم (الإنجليزية)